# Nesreča raketoplana Challenger
Nesreča raketoplana Challenger je ena najhujših nesreč v zgodovini vesoljskih poletov. Raketoplan Challenger je razpadel 73 sekund po izstrelitvi, 28. januarja 1986. V nesreči, do katere je prišlo zaradi tehničnih pomanjkljivosti ter mrzlega vremena ob izstrelitvi, je umrlo vseh sedem članov posadke.
V času pred izstrelitvijo in na sam dan izstrelitve so bile temperature nenavadno nizke, zato so strokovnjaki iz podjetja Thiokol, ki se ukvarja z vzdrževanjem motorjev na trdo gorivo, izrazili zaskrbljenost. Nizke temperature naj bi povzročile krhkost gumijastih tesnil na motorjih, kar bi pomenilo uničenje plovila. Vseeno je padla odločitev, da se izstrelitev izvede.
Vzlet se je začel normalno, vendar so kamere približno eno minuto po vzletu posnele ogenj, ki je izhajal iz desnega motorja na trdo gorivo. Ta ogenj je povzročil visoko temperaturo, ki je uničila povezavo motorja z glavnim tankom in začela taliti steno glavnega tanka. Zaradi tega je motor odpadel in zadel glavni tank, čemur je sledilo izhajanje tekočega vodika in kisika. Plovilo je začelo bočno drseti in je na višini 15 km razpadlo zaradi velikih preobremenitev. Oba motorja na trdo gorivo sta nadaljevala let, zato so ju daljinsko razstrelili.
Kabina s posadko je nadaljevala vzpon do višine približno 20 km, nato pa je začela padati proti oceanu in je po slabih treh minutah dosegla površje.
Vzrok smrti astronavtov je bil najverjetneje udarec sile okoli 200g, ko je kabina s posadko treščila v ocean. Obstaja precejšnja verjetnost, da so bili nekateri člani posadke ob razpadu plovila živi in pri zavesti, saj so kasneje našli tri uporabljene zasilne sisteme za oskrbo z zrakom, ki jih je bilo treba sprožiti ročno.
Sledeča preiskava je pokazala, da rešitev posadke tudi z moderno opremo po razpadu raketoplana ne bi bila mogoča. Kljub temu je NASA po nesreči za 32 mesecev prekinila polete raketoplanov tipa Space Shuttle, kakršen je bil tudi Challenger. V tem obdobju je podrobno preučila vzroke nesreče in številne spremembe, ki bi omogočile večjo varnost ljudi in opreme.
Mnogo otrok je vzlet in poznejši razpad raketoplana gledalo v živo, saj je bila Christa McAuliffe prva članica projekta Učitelji v vesolju (Teachers in Space). Medijsko je bila nesreča zelo dobro pokrita; po nekaterih podatkih je zanjo že po eni uri vedelo približno 85 % Američanov. Leta 1990 so na podlagi te nesreče posneli televizijski film Challenger.

## STS-51-L

### Posadka
- Francis »Dick« Scobee - poveljnik (Commander)
- Michael J. Smith - pilot (Pilot)
- Judith Resnik - specialistka odprave 1 (Mission specialist 1)
- Ellison Onizuka - specialist odprave 2 (Mission specialist 2)
- Dr Ronald McNair - specialist odprave 3 (Mission specialist 3)
- Gregory Jarvis - plačnik specialist 1 (Payload Specialist 1)
- Christa McAuliffe - plačnica specialistka 2 (Payload Specialist 2)

### Načrtovane naloge
- postavitev satelita TDRS-2
- poskus tekočinske dinamike (FDE)
- opazovanje kometa Halley (CHAMP)
- trije poskusi v okviru programa SSIP
- dve lekciji v okviru projekta Učitelj v vesolju (TISP)